# Marius Moga
Marius Moga (n. 30 decembrie 1981, Alba Iulia) este un cântăreț și compozitor român dedicat genului pop și muzicii dance. Succesul pe care l-a obținut în România i-a adus locul 85 din 100 la momentul anunțării clasamentului „Mari români”, în anul 2006.

## Biografie

### Copilăria și debutul
Moga și-a petrecut primii ani într-o familie cu multe interese privitoare la muzică: un străbunic al său a compus pentru un ansamblu folcloric, în vreme ce bunicul cunoștea banjoul și bunica a cântat în corul unei biserici. Tatăl a învățat chitara, iar mama s-a preocupat de canto. Marius are un frate, Iulian, regizor de videoclipuri.
În timpul liceului, Moga compune pentru Talk to Me, formația sa de atunci împreună cu Daniel Comaniciu, o piesă intitulată „Noaptea”. Este primul lui succes, care îl așează în fruntea scenei muzicale a orașului Alba-Iulia. Alături de Dan Comaniciu realizează primul album editat la Zoom Studio Vâlcea În anul 2000, va fi invitat la București din partea lui Adrian Sînă, membru al formației Akcent. Aici trăiește în condiții mizere pentru câteva luni de zile; pentru Akcent semnează piesa „Ți-am promis”, produsă în 2001 și cotată foarte bine în clasamente.

### Activitate

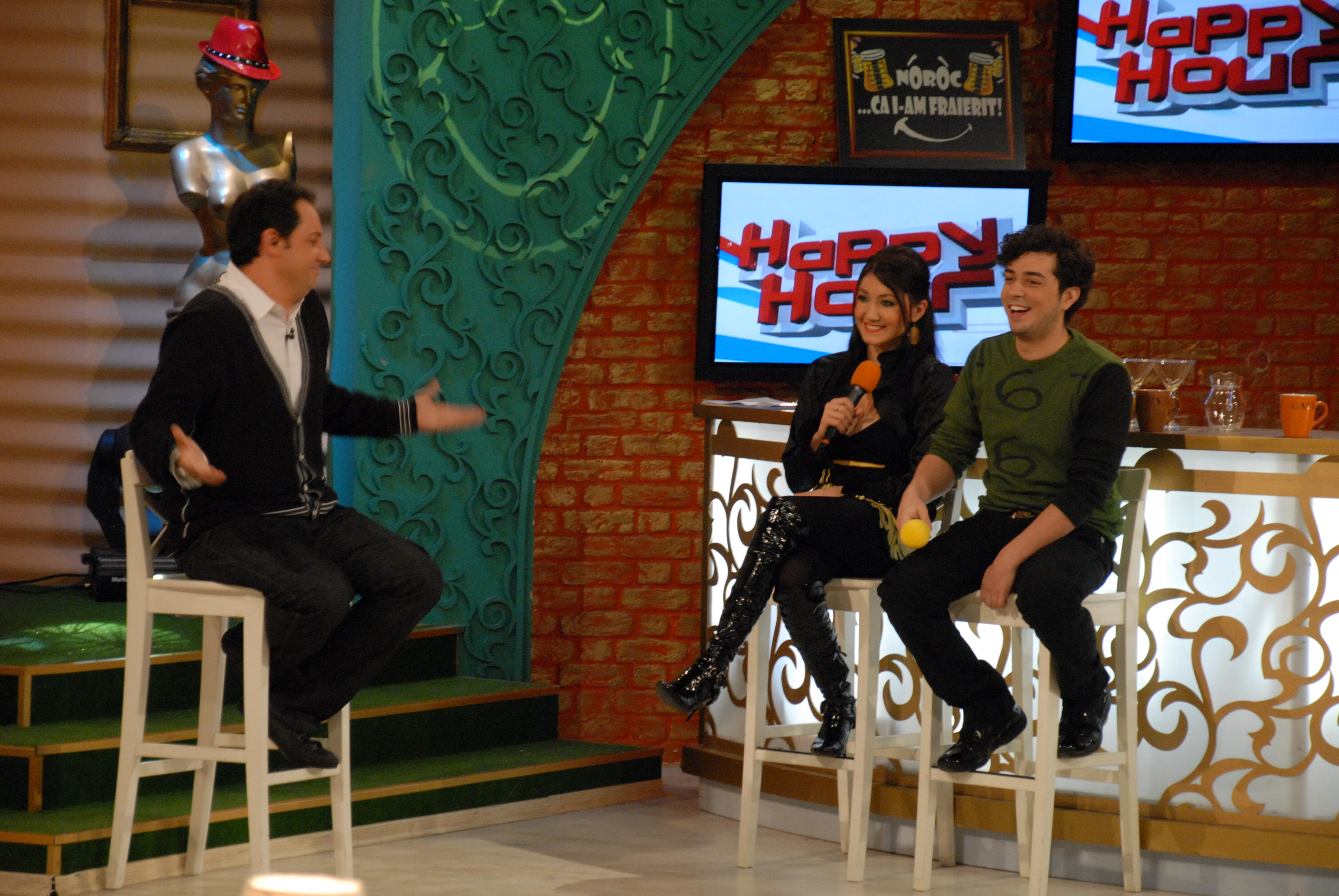
Dalma Kovács și Marius Moga în emisiunea Happy Hour

Marius Moga continuă să colaboreze cu mulți muzicieni români, îndeosebi în calitate de compozitor. Va determina lansarea cu succes a mai multor formații și cântăreți. Printre numele alături de care a lucrat se numără: 3rei Sud Est,, Anda Adam, Andreea Bălan, Blondy, Corina, Cream, Hi-Q, Simona Nae, Paula Seling, Simplu, TNT ș.a.
Din 2004, Moga își îndreaptă atenția tot mai mult către inițierea unor proiecte pe cont propriu. Cu ocazia filmării în România pentru pelicula 7 secunde, muzicianul va întâlni sosia protagonistului (interpretat de Wesley Snipes), jamaicanul Lennox „Buppy” Brown. Alături de Moga și formația Simplu, Brown are ocazia de a reînregistra o piesă mai veche, nereușită; noua versiune este cântată atât în limba engleză, cât și în română. Piesa va împrumuta numele filmului și se înscrie în coloana sonoră a acestuia. Moga îi cedează jamaicanului (contra cost) o parte din drepturile asupra piesei; a declarat în interviuri că onorariul primit este cel mai mare de până atunci. Tot în lumea filmului, muzicianul compune pentru seriale de televiziune și telenovele românești: Chiquititas, Daria, iubirea mea, Iubire ca-n filme ș.a.
Tot în 2004, Moga înființează proiectul Morandi, alături de Andrei Ștefan Ropcea, poreclit „Randi”. (De altfel, titlul formației este o telescopare a numelor celor doi.)
Inițial, proiectul s-a dorit a se păstra sub pseudonim, dar tendința publicului român de a repera un lider muzical l-a adus în configurația unei formații. Morandi are succes în țară, dar și în Europa, începând cu vara lui 2005.
Sub acuzația de plagiat, lui Marius Moga nu i s-a permis participarea la concursul Eurovision 2007. Piesa respinsă se numește „Dracula, My Love” și urma să fie interpretată de Andra și Simplu.
Începând cu anul 2011 acesta va petrece din ce în ce mai mult timp în străinătate, mai exact în Los Angeles. Dar nu fără rost. Un an mai târziu avea să compună pentru trupa Maroon 5 ("The Man Who Never Lied"). Piesa inclusă pe albumul lor a fost foarte bine primită, având un review favorabil din partea Billboard Magazine. Astfel, Marius Moga ajunge să fie cu adevărat primul român ce compune pentru o trupă faimoasă din afară.

## Cifre
Site-ul Muzweek.net consemna în 2006 statistica UCMR-ADA, conform căreia încasările lui Marius Moga în anul respectiv au ocupat locul doi, fiind depășite numai de vânzările compozitorului Adrian Ordean. Până în 2006, Moga a scris peste 300 de piese, dintre care 50 au ocupat cele mai înalte poziții ale clasamentelor din România. La acea vreme, se aprecia că 70% din producția muzicală românească i se datorează lui Moga.
Recunoscut pentru ușurința cu care compune, muzicianul a avut în primii ani tendința să le dedice artiștilor debutanți nu doar câte o piesă, ci albume întregi. Un record în acest sens este primul disc al cântăreței Cream, compus în doar 48 de ore.
Acesta devine, în anul 2011, fondatorul propriei sale case de producție, DeMoga Music, după ce ani de zile a produs hituri pentru alte case de discuri. Primii artiști și producători cu care va semna vor fi Andreea Olariu, Alexandru Ciprian și Alexander John (Pop Ioan Alexandru).

## Citate și opinii
Pe site-ul proiectului „Mari români”, în urma stabilirii clasamentului final au fost scrise câteva cuvinte în dreptul fiecărei persoane votate. Prezentarea succintă făcută lui Marius Moga este următoarea:
„Numele lui a devenit o marcă. Nu există proiect în care să se implice și care să nu aibă un succes răsunător. Cântăreți din cele mai diverse genuri sunt înnebuniți să colaboreze cu el, măcar și pentru o singură piesă. Nu putem vorbi despre un nume de succes din muzica de astăzi cu care el să nu fi avut vreo legătură. Pe cea mai bună parte a lor, chiar el le-a lansat. Astăzi, pe lângă toate mai are și propria lui formație. Marius Moga!”—Prezentarea celor 100 de „Mari români”